# 아사다 가족
《아사다 가족》(일본어: 浅田家!, 영어: The Asadas)은 2020년 10월 2일 개봉된 일본의 영화이다. 감독은 나카노 료타. 주연은 니노미야 카즈나리.  사진 작가 아사다 마사시의 사진집 〈아사다 가족〉과 〈앨범의 힘〉을 원안으로 하고 있다.
2020년 9월 22일 제36회 바르샤바 국제 영화제(국제 경쟁 부문), 제25회 부산 국제 영화제(오픈 시네마 부문)에 출품이 발표 되었다. 2020년 10월 17일 (폴란드 현지 시간) 제36회 바르샤바 국제 영화제 국제 경쟁 부문에서 최우수 아시아 영화상을 수상했다.
대한민국에서는 2021년 6월 29일에 개봉되었다.

## 줄거리
어린 시절부터 사진 찍는 것을 좋아하던 아사다 마사시(니노미야 가즈나리 분)는 오사카의 사진 전문학교에 진학해 사진작가의 꿈을 키워나간다. 졸업을 앞두고 마사시는 가족들이 행복했던 순간을 사진으로 담아 졸업 작품으로 제출하고, 그 가족사진은 학장상을 받게 된다. 그러나 졸업 후 프로 작가의 길을 걷지도, 평범한 직장인도 되지 못한 채 무기력한 생활을 지속하던 마사시는 어느 날 문득 ‘가족들의 이루지 못한 꿈’이라는 주제로 다시 사진을 찍기 시작한다.
그리고 소방관이 되고 싶었던 아버지(히라타 미츠루 분), 영화 속 야쿠자 부인에게 반했던 어머니(후부키 준 분), 자동차 레이서를 꿈꿨던 형 유키히로(츠마부키 사토시 분) 등 가족들의 다양한 모습이 담긴 사진을 촬영한다. 이후 독특한 컨셉의 가족사진으로 주목받게 된 마사시는 다카하라 가족을 시작으로 전국을 돌며 가족사진을 찍는다. 그러던 어느 날, 마사시는 다카하라 가족이 사는 마을에 쓰나미가 덮쳤다는 소식을 듣는다. 그곳을 찾은 그는 버려진 사진을 세척하는 봉사를 하는데...

## 출연
- 아사다 마사시 : 니노미야 카즈나리 (유년기 : 이와타 류토)
- 아사다 유키히로 : 츠마부키 사토시 (유년기 : 나카가와 츠바사)
- 카와카미 와카나 : 쿠로키 하루
- 오노 요스케 : 스다 마사키
- 토가와 미치코 : 와타나베 마키코
- 시부카와 겐조 : 키타무라 유키야
- 아사다 카즈코 : 노나미 마호
- 스루가 타로
- 히메노 노조미 : 이케타니 노부에
- 마츠자와 타쿠미
- 시노하라 유키코
- 우츠미 리코 : 고토 유이라
- 아사다 준코 : 후부키 준
- 아사다 후미 : 히라타 미츠루

## 스태프
- 원안 : 아사다 마사시 〈아사다 가족〉, 〈앨범의 힘〉 (아카카간)
- 감독·각본 : 나카노 료타
- 각색 : 칸노 토모에
- 음악 : 와타나베 타카시
- 엔딩 테마 : THE SKA FLAMES 〈S Wonderful〉
- 제작 : 이치카와 미나미
- 이그제큐티브 프로듀서 : 야마우치 아키히로, 우스이 히사시
- 기획·제작 : 오가와 신지
- 프로듀서 : 와카바야시 유스케
- 어소시에이트 프로듀서 : 쿠보타 메구미, 우치야마 아리사
- 촬영 : 야마자키 유스케
- 미술 : 구로카와 츠리
- 조명 : 타니모토 코지
- 편집 : 우에노 쇼이치
- 라인 프로듀서 : 오오쿠마 토시유키
- 스크립터 : 타구치 료코
- 음악 프로듀서 : 키타하라 쿄코
- 프로덕션 감독 : 사토 타케시
- 배급 : 도호
- 제작 프로덕션 : 도호 영화, 브리지 헤드, 파이프라인
- 제작 : 《아사다 가족!》 제작위원회 (도호, 제이스톰, 호리프로, JR 동일본 기획, 컬쳐 엔터테인먼트, 파이프라인, 아사히 신문, 마이니치 신문, 브리지 헤드, 파파두 음악 출판, LINE 일본 출판  판매, GYAO, 주니치 신문)

## 수상
- 제44회 일본 아카데미상[4]
  - 최우수 여우조연상 (쿠로키 하루)
  - 우수 작품상
  - 우수 남우주연상 (니노미야 카즈나리)
  - 우수 남우조연상 (츠마부키 사토시)
  - 우수 감독상 (나카노 료타)
  - 우수 각본상 (나카노 료타, 칸노 토모에)
  - 우수 미술상 (구로카와 츠리)
  - 우수 편집상 (우에노 쇼이치)
- 제42회 요코하마 영화제 (2020년도)[5]
  - 남우주연상 (니노미야 카즈나리)
  - 2020년도 일본 영화 베스트 텐 제3위[6]
- 제36회 바르샤바 국제 영화제
  - 국제 경쟁 부문 최우수 아시아 영화상
- 제33회 닛칸 스포츠 영화 대상[7]
  - 남우조연상 (츠마부키 사토시 「Red」, 「한번도 쏘지 않았습니다」등과 함께 수상)
  - 여우조연상 (와타나베 마키코 「37 세컨즈」 등과 함께 수상)
- 제63회 블루 리본상
  - 감독상 (나카노 료타)

## 텔레비전 방송
2021년 7월 17일 13시 00분부터 WOWOW 프라임 및 WOWOW 주문형 방송·전송 예정.